# 압둘 파타 유니스
압둘 파타 유니스(아랍어: عبد الفتاح يونس, 1944년 ~ 2011년 7월 28일) 혹은 파타 유니스는 리비아의 군인이었다. 육군 소장이자 내무부장관이었으나 2011년 2월 22일 사임하고 시민군 측에 가담했다. 무아마르 카다피의 측근이었으며 리비아 정부에서 제2의 인물로 평가받았었다.
내무부장관을 사임하면서 그는 리비아군이 시민군 측에 가담해 그들의 정당한 요구에 부응해야 한다고 말했다. BBC와의 인터뷰에서는 카다피가 최후까지 항전하거나 자살할 것이라고 믿는다고 말했다.
그는 공안부 장관이었으며, 1992년 리비아가 연류된 영국인 경찰관 이본 플레처 살인 사건에 대해 사과를 했다. 또한 그는 리비아가 아일랜드 공화국군을 지원했다는 사실을 인정했고 피해자들에게 보상을 제공했다.
그는 2011년 리비아 내전때 포위된 친정부군 기지 카티바를 구출하기 위해 특수부대를 이끌고 벵가지에 도착했다. 그는 부대원들에게 시민군을 향해 쏘지 말라고 명령했고, 협상을 통해 친정부군이 도시에서 후퇴하게 했다.
유니스가 시민군 편으로 넘어왔다는 확인 후, 그는 리비아 인민해방군의 총사령관으로 부임했다.

## 사망
7월 24일, 알 바와바 통신은 제4차 브레가 전투의 첫째 날 유니스가 의심스러운 상황에서 암살당했다고 보도했다. 알 바와바는 출처가 어디인지는 밝히지 않았고, 유니스는 다음날 라디오 인터뷰에서 이를 부정했다.
7월 28일, 유니스는 그의 가족이 카다피 정권과 접촉을 가졌다는 혐의로 벵가지에서 체포되 심문을 받았다. 리비아 과도국가위원회는 그가 군 자산의 오용에 대해서 심문받기 위해 소환됐다고 밝혔다. 그러나 그는 접촉을 가진 적이 없다고 했다. 그 날, 유니스는 불명확한 상황에서 암살당했으며 그와 두 장교의 시신은 벵가지 교외에서 발견됐다. 그들은 총에 피격당했고 그 후 불태워졌다.
리비아 과도국가위원회의 수장 무스타파 압둘 잘릴은 유니스가 친카다피 저격범들에게 암살당했다고 말했다. 반면 리비아 정부는 그가 이중 간첩으로 몰려 시민군들이 죽였다고 말했다. 그의 장례식에서 그의 조카는 그를 혁명의 영웅으로 환영했으나, 그의 아들은 "우리는 카다피가 돌아오기를 원한다! 우리는 녹색 국기가 돌아오기를 원한다!"라고 소리쳤다.

## 범인
다수의 시민군 특수부대원들과 유니스의 측근들은 그가 다른 반군인 2월 17일 순교자 단체에 의해 암살당했다고 말했다. 리비아 과도국가위원회의 고위 인물인 재정부장관 알리 타르후니는 한 시민군 지도자가 그를 심문하기 위해 벵가지로 데려오는 대신 그와 부하들이 그를 죽였다고 고백했다고 말했다.
AFP에 자신이 현장에서 직접 봤다고 하는 익명으로 제보한 시민군 장교는 유니스가 7월 27일 벵가지로 소환돼 7월 28일까지 군사 기지에 있었고, 그가 떠날때 억류돼있던 사람들을 호위하던 보안팀 두명이 그들의 차에서 자동화기로 유니스를 향해 쐈다고 말했다.
그는 두명이 2월 17일 순교자 단체 소속이었고, 그는 두명이 유니스를 향해 그들의 친부를 데르나에서 죽인 역적이라고 소리쳤고, 그들의 지도자가 하지 말라고 했으나 그들은 유니스와 두 보좌관들을 쏘고 시신을 차 밖으로 꺼낸 다음 멀리 도주했다고 말했다. 리비아 과도국가위원회도 유니스가 풀려난 뒤 피격당했다고 확인했으나 카다피 정부는 알카에다와 결탁한 반군이 유니스를 죽였다고 주장했다.